# 宮崎千尋
宮崎 千尋（みやざき ちひろ、2002年〈平成14年〉10月8日 - ）は、日本のAV女優。NAX所属だった。長野県出身。

## 来歴
アイドルグループメンバーを経て、2024年5月、「MOODYZ」専属女優としてAVデビュー。デビュー作時点では大阪在住だったため、作品冒頭部分の撮影は大阪で行っている。AV女優になろうと思ったきっかけは当時交際していた男性（後述する2人目の彼）とセックスレスになり、そこから性に興味を深く持ち始めた時にAV業界の事が気になったためと説明している。
2025年4月の作品以降新作は出しておらず、所属事務所のHPからも削除された。

## 人物
- 趣味はミュージカル鑑賞[1]。デビュー前の経験人数は2人[4]。愛称は「ちっち」[5]。
- 初体験は16歳で、相手は当時交際していた男性。勃起の知識がなかったため、「伸びたり縮んだりするイメージがなくて『どうなってるのこれ?』」が男性器の第一印象[6]。幼少時より「エロ」を意識的に遠ざけていた、直感的に見ちゃダメなものだと意識していたこともあり、行為そのものよりも男性がなぜこんなにセックスすることに真剣になるのかという様子にびっくりしたという[6]。快感に変わったのはその後4年間交際した2人目の彼氏と。最初童貞だった彼とは、互いに手探り状態だったため高めあえたのではと2024年のインタビューにて回想している[6]。
- AVライターのくろがね阿礼は「可憐なルックスと控えめ目キャラ、いい意味でAV女優に見えないですが、デビュー作からブシュブシュと潮を吹ける素質の高さ」とギャップの大きさと素養を評価した[7]。
- 東京スポーツ新聞社の男セン記者は「なんだこのかわいい生き物は」「困り顔フェラ。これは沼るわ」と作品デビューを行った[8]。

## 作品

### アダルトビデオ
- 新人 1年かけてAV出演を決心した奇跡の逸材シ・ロ・ウ・ト ゆるカワ美少女 宮崎千尋21歳（5月7日、ムーディーズ）
- 奇跡の逸材シ・ロ・ウ・ト ゆるカワ美少女ビックンビックン子宮痙攣が止まらない 初体験めちゃ大声イキッ4本番 宮崎千尋（6月4日、ムーディーズ）
- 生まれて初めてのお泊りデート 初めて男性と外で手を繋いで、野外でキスして、その後、時を忘れて絡み合う 濃密セックス 宮崎千尋（7月2日、ムーディーズ）
- 激イキ458回！イキ潮8645cc！膣痙攣17160回！禁欲焦らしオーガズム大覚醒スペシャル！！～30日間溜め込んだ性欲が爆発した一日～ 宮崎千尋（8月6日、ムーディーズ）
- 涎とろっとろ敏感美少女と濃厚オヤジのベロチューフルコース 宮崎千尋（9月3日、ムーディーズ）[7]
- 相部屋NTR会社のゲス上司と結婚直前ネトラレ ダメと言いながらカラダは拒絶しなかった婚約者。 宮崎千尋（10月1日、ムーディーズ）[6]
- 先生、お願い イカせてください… 嫌だと言えない私。転任して来た教師のチ〇ポに学校中のあちこちで声も出せずにイカされ続けて私の心は、揺れ動いていました。 宮崎千尋（11月5日、ムーディーズ）[6]
- 地味で無口な文学少女とセックス漬け。初恋に溺れてぐちゃぐちゃに犯●れた放課後 宮崎千尋 弥生みづき（12月3日、ムーディーズ）

- エロ整体師の指使いがドストライクすぎて…嫌と言えずにイカされ続けた制服少女 宮崎千尋（1月7日、ムーディーズ）
- 優しさにつけこんで…ゴミ部屋でパッキパキ汁漏らし媚薬キメセクイキ狂い玩具にされた内気美少女 宮崎千尋（2月4日、ムーディーズ）
- ウブな少女がスレンダー肉体のけ反り大絶頂 ポルチオ巨根開発失禁アクメ 宮崎千尋（3月4日、ムーディーズ）
- 串刺し輪●夏合宿 生徒にザーメン処理器にされた新任女教師 宮崎千尋（4月1日、ムーディーズ）

### アダルトVR
- 男子と話すのが苦手でキョドキョド …気持ちを言葉にするのも苦手…でも諦めずに想いを伝えてくれる超ウブな彼女‘ちっち’とドッキドキ初SEX 宮崎千尋（2024年7月20日、ムーディーズ）

### イメージビデオ
- いたずらモノポリー 宮崎千尋（2024年9月11日、FAIR＆WAY）

### デジタル写真集
- 宮崎千尋　今日、私はハダカになります。週刊ポストデジタル写真集（2024年5月7日配信、小学館、撮影：西條彰仁）[9]